# Hans Glauning (Offizier)

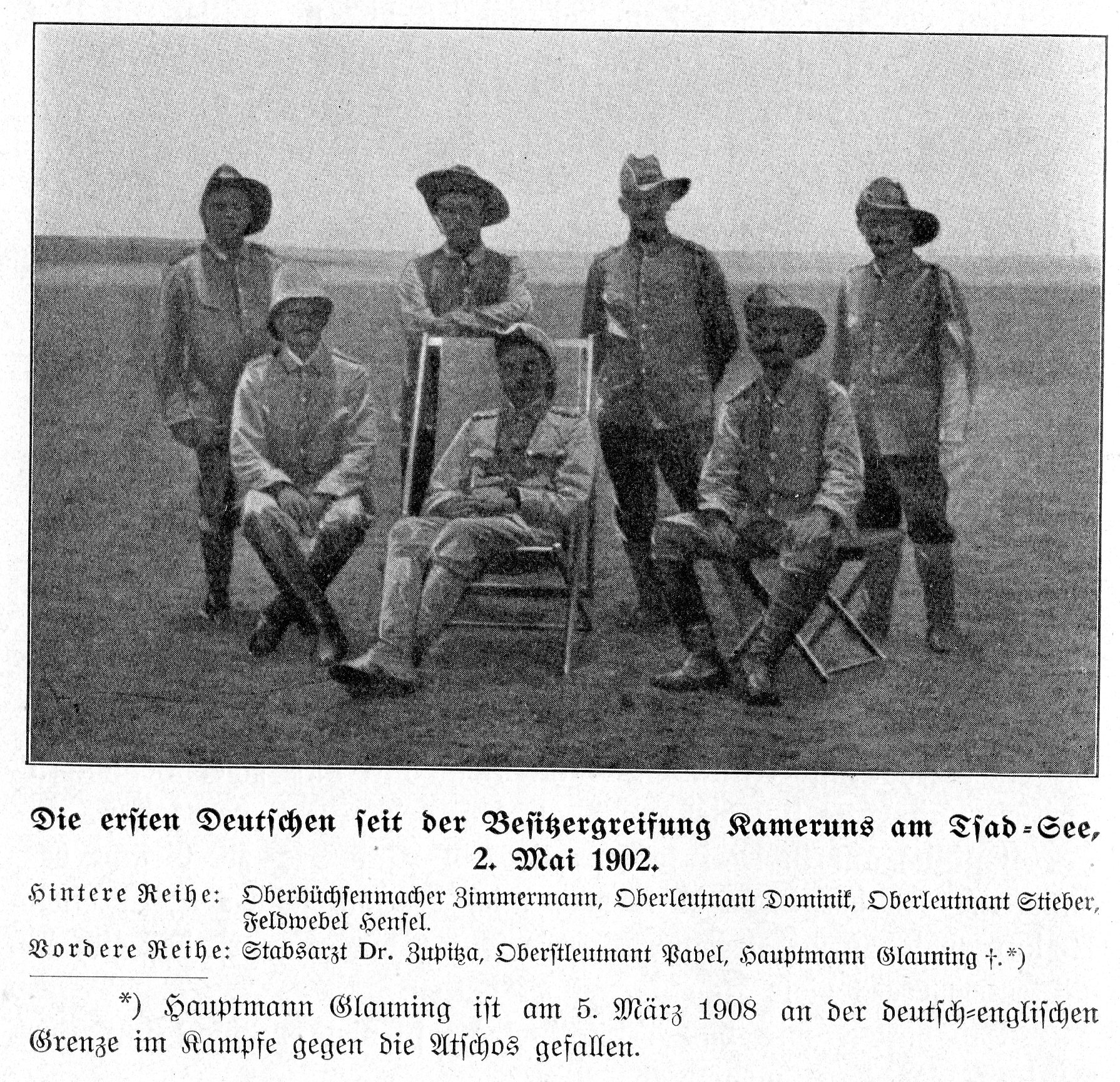
Angehörige der Schutztruppe Kamerun am Tschadsee im Mai 1902. Untere Reihe rechts Hauptmann Hans Glauning (1868–1908)

Hans Franz Ludwig Heinrich Wilhelm Glauning (* 29. Januar 1868 in Berlin; † 5. März 1908 in Atscho, Kamerun) war ein deutscher Offizier.

## Leben
Glauning besuchte das Gymnasium in Augsburg und Hof. Er trat 1887 als Fahnenjunker in das Pionier-Bataillon Nr. 12 in Dresden ein, wurde 1888 Fähnrich und 1889 Leutnant. Nach dem Besuch des Seminars für orientalische Sprachen der Friedrich-Wilhelms-Universität in Berlin (1893) und der Beförderung zum Oberleutnant schied er am 13. November 1894 aus dem Heer aus und trat er zur kaiserlichen Schutztruppe für Deutsch-Ostafrika über, wo er als Kompanieoffizier zu den herausragenden Persönlichkeiten gehörte. Er nahm im Herbst 1895 an einer Expedition gegen Hassan b. Omari und Machemba unter Oberstleutnant Trotha teil, 1896 am Feldzug gegen die Wahehe und 1897 am Feldzug gegen die Washemba Massai. Zeitweilig fungierte er als Leiter der Station Mpapwa und war 1898–99 Mitglied der Kommission zur Vermessung der Grenze zwischen Njassa- und Tanganjikasee.
Im November 1900 wurde er in die Schutztruppe für Kamerun versetzt und 1901 zum Hauptmann und Kompaniechef befördert. Hier begleitete Hans Glauning Gouverneur Puttkamer auf einer Inspektionsreise an den Cross River und wurde am 15. Februar 1901 als Leiter der Verwaltung des deutschen Crossflussgebiets eingesetzt. Im Juli 1901 verlegte er den Sitz der Bezirksverwaltung von Nssakpe nach Ossidinge und nahm den Aufbau der dortigen Station in Angriff. 1901–1902 nahm er als Führer der 3. Kompanie und als Topograph an der Expedition des Kommandeurs Curt Pavel gegen die Chefferien Bafut und Mankon im Grasland von Westkamerun teil. 1902 übernahm er zeitweilig die Leitung der Station Bamenda. 1903–04 leitete er die deutsch-britische Yola-Tschadsee-Grenzexpedition (Beteiligung von Arnold Schultze). Im Sommer 1905 unternahm er als Stationsleiter von Bamenda eine Expedition gegen die Meta' und eine Informationsreise in den Süden des Bamenda-Bezirks sowie von August bis Oktober 1905 eine Reise in den Nordbezirk nach Kom und Nso'. Ende des gleichen Jahres vollzog er die Unterwerfung und Inverwaltungnahme der Chefferie Nso'. 1906/07 folgten weitere Expeditionen im Grasland. Bei der Alkasom-Munci-Expedition unter Kommandeur Puder im Frühjahr 1908 fiel er in den Kämpfen gegen Munci und wurde in Bamenda beigesetzt.
Glauning war ein bedeutender Kenner von Ethnographie und Landeskunde des Kameruner Graslandes und trug unter anderem zur Bereicherung der Kolonialsammlung der Königlich Preußischen Geologischen Landesanstalt in Berlin bei.

## Raubkunst
Hans Glauning hat auf seinen Kriegszügen durch Kamerun zahlreiche kunsthistorische Gegenstände erbeutet, die ins Berliner Völkerkundemuseum oder ins Stuttgarter Linden-Museum gelangten. Etwa 1100 kamerunische Kulturgüter gelangten durch ihn in deutsche Museen. So schrieb Hans Glauning beispielsweise an Karl von Linden, einem der Mitbegründer des nach ihm benannten Museums 1907, dass er im Begriff sei, „im Verein mit der 8. Kompagnie Fontemdorf in anstrengenden Kämpfen mehrere unbekannte Landschaften zu unterwerfen“. von Linden begehrte eine große Trommel und den perlenbesetzten Thron des Königs von Bamum, die er auf Fotografien von Nordwest-Kamerun entdeckt hatte.
Glauning, einer von von Lindens zahlreichen Gewährsmännern vor Ort, schrieb später an den weiter auf Trommelsuche befindlichen von Linden: „Was die Besorgung einer grossen Trommel betrifft, so wird es jetzt schwer fallen, eine solche zu beschaffen, da die betreffenden Gebiete pazificirt [sic!] sind, die Eingeborenen aber freiwillig ihre Trommeln nicht gerne hergeben.“
Unter Glaunings Verantwortung kam es während seiner Dienstzeit immer wieder zu Morden, Geiselnahmen, Zwangsrekrutierungen und Enteignungen. Rebellische einheimische Gesellschaften wurden möglichst vollständig unterworfen, ganze Gebiete ließ Glauning, wie er schrieb, „säubern“.